# Microundă
Microundele sunt unde Hertziene a căror lungime de undă este cuprinsă între 1 mm (300 GHz) și 1 m (0,3 GHz).
Aplicațiile microundelor prezintă interes în legătură cu propagarea acestora prin liniile de transmisie și prin ghidurile de undă, precum și cu rezonatoarele electromagnetice, care înlocuiesc circuitele rezonante clasice.
Există o varietate de dispozitive și elemente de circuit specifice sistemelor cu microunde: dispozitive pasive (cuploare directive, divizoare de putere, filtre de diverse tipuri) și dispozitive active (tuburi electronice speciale, tranzistoare, diode speciale).